# Odette Lapierre
Odette Lapierre (* 28. Januar 1955 in Lévis) ist eine ehemalige kanadische Marathonläuferin.
1985 wurde sie Zweite beim Montreal-Marathon. Im Jahr darauf gewann sie Bronze bei den Commonwealth Games in Edinburgh und wurde Sechste beim New-York-City-Marathon. 1987 wurde sie Vierte beim Boston-Marathon und kam bei den Leichtathletik-Weltmeisterschaften in Rom auf den 16. Platz.
1988 qualifizierte sie sich mit einem dritten Platz in Boston für die Olympischen Spiele in Seoul, bei denen sie auf dem elften Platz einlief.
1989 wurde sie Achte in Boston. Im darauffolgenden Jahr folgte einem achten Platz bei den Commonwealth Games 1990 in Auckland ein Sieg beim 10-km-Straßenlauf des Ottawa Race Weekend.
1991 wurde sie Neunte in Boston, verteidigte ihren Titel in Ottawa und wurde Vierte beim Twin Cities Marathon. Im letzten Jahr ihrer Karriere wurde sie Achte in Boston und lief bei den Olympischen Spielen 1992 in Barcelona auf Rang 19 ein.

## Bestzeiten
- 5000 m: 16:24,48 min, 18. Juni 1988, Sherbrooke
- 10.000 m: 33:22,21 min, 20. Juni 1986, Ottawa
- Marathon: 2:30:35 h, 18. April 1988, Boston